# 帕拉茨基广场
帕拉茨基广场（Palackého náměstí）是布拉格第二区（布拉格新城）的一个广场。
帕拉茨基广场位于帕拉茨基桥北，广场的北部边缘继续西为莫拉尼街。广场的西部边缘，从北转到南沿着伏尔塔瓦河右岸繁忙的Rašínovo 滨河路。广场南侧为Zítkovy sady，向东为以马忤斯广场和以马忤斯修道院。广场配有绿树成荫的公园和长椅，广场东侧由捷克共和国卫生部大楼主导。而主宰整个广场的是广场中央大型的弗朗齐歇克·帕拉茨基雕塑。